# Perioden-Leuchtkraft-Beziehung
Die Perioden-Leuchtkraft-Beziehung beschreibt in der Astronomie den Zusammenhang zwischen der Leuchtkraft und der Periode, mit der sich die absolute Helligkeit von radial pulsierenden Sternen ändert. Dieser Zusammenhang ist ein wichtiges Mittel zur Entfernungsmessung in der Astronomie.
Eine Perioden-Leuchtkraft-Beziehung wurde erstmals 1912 von Henrietta Swan Leavitt an Cepheiden in der Magellan'schen Wolke festgestellt. Seither wurden auch andere Arten von Riesensternen mit ähnlichem Zusammenhang entdeckt. Aus der Periode der Helligkeitsschwankung ergibt sich die Leuchtkraft (absolute Helligkeit) des Sterns, woraus mit der gemessenen Helligkeit seine Entfernung berechnet werden kann.

## Cepheiden
Für einen klassischen Cepheiden oder Typ I - Cepheiden der mittleren absoluten Helligkeit M und der Periodendauer P in Tagen (d) ergibt sich für das V-Band:
{\displaystyle M_{V}=-2{,}78\cdot \log _{10}{\frac {P}{d}}-1{,}32}
mit Fehlerbetrachtung:
{\displaystyle M_{V}=(-2{,}78\pm 0{,}09)\cdot \log _{10}{\frac {P}{d}}-1{,}32\pm 0{,}04}
und für das nahinfrarote K-Band:
{\displaystyle M_{K}=-3{,}26\cdot \log _{10}{\frac {P}{d}}-1{,}84}
mit Fehlerbetrachtung:
{\displaystyle M_{K}=(-3{,}26\pm 0{,}03)\cdot \log _{10}{\frac {P}{d}}-1{,}84\pm 0{,}03}
Aus der Formel ergibt sich, dass Cepheiden umso heller leuchten (größeres P {\displaystyle \rightarrow } kleineres M), je länger ihre Pulsationsperiode ist. Daher kann man aus der Periode die durchschnittliche absolute Helligkeit ermitteln und daraus die Entfernung r des Cepheiden berechnen, indem man die absolute Helligkeit M mit der scheinbaren Helligkeit m am Himmel mittels der spektroskopischen Parallaxe
{\displaystyle m-M=-5+5\cdot \log _{10}{\frac {r}{pc}}}
vergleicht. Typ-I und Typ-II-Cepheiden, die über eine abweichende Perioden-Leuchtkraft-Beziehung verfügen, können anhand ihrer Lichtkurven unterschieden werden. Voraussetzung für eine genaue Entfernungsbestimmung ist, den Einfluss der Extinktion in der Sichtlinie zu berücksichtigen, wofür die Wesenheit-Funktion vielfach verwendet wird.
Diese Art der Entfernungsbestimmung ermöglicht die Feststellung von Entfernungen bis weit über die Lokale Gruppe hinaus. Eine der Hauptaufgaben des Hubble-Weltraumteleskops war die Suche und Vermessung einer großen Anzahl von Cepheiden in den benachbarten Galaxienhaufen (z. B. Virgo-Cluster) zur genauen Entfernungsbestimmung. Das Hubble-Teleskop hat somit die Arbeit von Edwin Hubble fortgesetzt, der in den 1920ern erstmals die Methode der Cepheiden auf benachbarte Galaxien angewandt hat und dessen Entdeckungen zur Einführung des Hubble-Gesetzes und der Hubble-Konstante geführt haben.
Da es sich bei Cepheiden um sehr leuchtkräftige Sterne handelt, können sie auch in relativ großen Distanzen noch photometrisch untersucht werden. Aus diesem Grund eignet sich die Methode der Entfernungsbestimmung mittels Cepheiden für relativ große Entfernungen. Dabei sowie bei dicht besetzten Spiralarmen setzt allerdings der Blending-Effekt ein, wobei mangels Auflösungsvermögens das Licht nicht ausschließlich von dem veränderlichen Stern stammt, sondern die mittlere Helligkeit durch nicht aufgelöste andere Sterne in der fernen Galaxie verfälscht wird. Da die Amplitude des Lichtwechsels auch von der Metallizität der Sterne abhängt, kann der Effekt nur durch spektrale Analysen kompensiert werden, deren Grenzhelligkeit allerdings erheblich niedriger liegt als bei fotometrischen Messungen.

## RR-Lyrae-Sterne
Auch RR-Lyrae-Sterne sind periodisch radial pulsierende Veränderliche, deren mittlere absolute Helligkeit in Abhängigkeit von der Periodenlänge steht. Im Gegensatz zu den Cepheiden gibt es eine Perioden-Leuchtkraft-Beziehung allerdings nur im nahen Infrarot mit
{\displaystyle M_{K}=-2{,}33\cdot \log _{10}{\frac {P}{d}}-0{,}88}
Da RR-Lyrae-Sterne auch in der ersten Oberschwingung pulsieren können, gibt es für diese RRc bzw. RR1-Sterne eine eigene Perioden-Leuchtkraft-Beziehung.
RR-Lyrae-Sterne sind zwar lichtschwächer als die Cepheiden, aber zahlreicher und gehören zur Population II. Sie sind damit besser geeignet, die Struktur und Entfernung sowohl des Halos als auch von Zwerggalaxien der lokalen Gruppe zu untersuchen, da in ihnen nur metallarme Sterne der Population II vorkommen.

## Delta-Scuti-Sterne
Delta-Scuti-Sterne, die auch Zwergcepheiden genannt werden, sind pulsierende veränderliche Sterne mit geringen Amplituden und Perioden von weniger als 0,3 Tagen. Sie sind multiperiodisch und schwingen sowohl in radialen als auch in nicht-radialen Moden. Die Perioden-Leuchtkraft-Beziehung
{\displaystyle M_{V}=-3{,}725\cdot \log _{10}{\frac {P}{d}}-1{,}969}
der Delta-Scuti-Sterne gilt nur für die Periode der Grundschwingung und erreicht nur eine Genauigkeit von 5 Prozent. Delta-Scuti-Sterne eignen sich zur Entfernungsbestimmung in offenen Sternhaufen und Sternassoziationen.

## Radial pulsierende Rote Riesen
Radial pulsierende Rote Riesen und Sterne auf dem Asymptotischen Riesenast folgen einer Vielzahl von Perioden-Leuchtkraft-Beziehungen im fernen Infrarot. Diese langperiodischen Veränderlichen sind bei Durchmusterungen in den Magellanschen Wolken intensiv untersucht worden und scheinen jeweils eine Perioden-Leuchtkraft-Beziehung für ihren jeweiligen Schwingungsmodus (Grundschwingung oder erste Oberschwingung), ihre chemische Zusammensetzung (Sauerstoffreiche Sterne oder Kohlenstoffsterne) und der Ursache der Veränderlichkeit zu haben. Neben radialen Schwingungen aufgrund des Kappa-Mechanismus gibt es eine Perioden-Leuchtkraft-Beziehung für einen ellipsoiden Lichtwechsel, der durch den Umlauf eines Begleitsterns in einem Doppelsternsystem verursacht wird.

### Mira-Sterne
Mira-Sterne unterliegen im Infraroten einer Perioden-Leuchtkraft-Beziehung. Sie werden meistens im K-Band beobachtet, da dort die Extinktion durch die zirkumstellare Materie sehr gering ausfällt.
{\displaystyle M_{K}=-3{,}56\cdot \log _{10}{\frac {P}{d}}+1{,}14}
Eine kleine Gruppe von AGB-Sternen höherer Masse im Zustand des Hot Bottom Burning weicht von dieser Perioden-Leuchtkraft-Beziehung ab. Der Vorteil der Entfernungsbestimmung durch eine Perioden-Leuchtkraft-Beziehung mit Mira-Sternen gegenüber den Cepheiden ist:
- Mira-Sterne sind im fernen Infrarot leuchtkräftiger als Cepheiden und können daher über eine größere Distanz beobachtet werden
- Mira-Sterne sind auch in Galaxientypen wie Zwerggalaxien zu finden, in denen keine Cepheiden auftreten
- Mira-Sterne können auch in den Halos von Spiralgalaxien beobachtet werden. Im Gegensatz zu den Spiralarmen sind diese nicht dicht bevölkert und das Problem der Überlagerung mehrerer Sterne kann vermieden werden.